# Turek (gmina)
Turek est une gmina rurale du powiat de Turek, Grande-Pologne, dans le centre-ouest de la Pologne. Son siège est la ville de Turek, bien qu'elle ne fasse pas partie du territoire de la gmina.
La gmina couvre une superficie de 109,42 km2 pour une population de 7 605 habitants.

## Géographie
| - Plan de la gmina de Turek. - Situation de la gmina dans le powiat de Turek. |

La gmina inclut les villages d'Albertów, Budy Słodkowskie, Chlebów, Cisew, Cisew Mały, Dzierżązna, Grabieniec, Kaczki Średnie, Kalinowa, Korytków, Kowale Księże, Obrębizna, Obrzębin, Pęcherzew, Słodków, Słodków-Kolonia, Szadów Księży, Szadów Pański, Szadowskie Góry, Turkowice, Warenka, Wietchinin, Wrząca et Żuki.
La gmina borde la ville de Turek et les gminy de Brudzew, Dobra, Kawęczyn, Malanów, Przykona, Tuliszków et Władysławów.